# Літня хорова академія
Літня хорова академія (абревіатура — ЛХА) — проєкт заснований Всеукраїнським хоровим товариством імені Миколи Леонтовича Національної всеукраїнської музичної спілки за підтримки Міністерства культури України. Організатори проєкту: Олександр Тарасенка та Галина Горбатенко.

## Опис проєкту
Студенти з українських мистецьких вузів Києва, Харкова, Дніпра, Львова і Одеси збираються щороку, в останній тиждень червня. Під керівництвом видатних диригентів з України та Європи вони в якості слухачів та безпосередніх учасників Проєкту готують хорову програму. Всеукраїнське хорове товариство ім. Миколи Леонтовича кожного разу обирає тему ЛХА, хормейстерів, які, в свою чергу, пропонують хорову програму. Всі репетиції Академії проходять у формі відкритих майстер-класів, відкриваючи слухачам і учасникам Проєкту методологію роботи над хоровими творами різної стилістики. Плануються відкриті майстер-класи з диригування, вокального ансамблю та вокалу, а також відвідування музеїв та храмів міста, де проходить ЛХА, на оглядових екскурсіях знайомляться з історією українського міста і краю.
Проєкт також містить у собі співпрацю кафедр хорового диригування Музичних академій України, різноманітних агентів арт-простору (критиків, мистецтвознавців), закордонних фахівців.
За час існування проєкт було реалізовано тричі: Одеса 2017 р., Львів 2018 р., Харків 2019 р. У зв'язку з пандемією COVID-19 у 2020 році організатори відмінили проведення Літньої хорової академії, що планувалося у м. Маріуполь.

#### Основні принципи здійснення Проєкту
Відкритість, публічність, взаємоповага, що має на меті спільну діяльність різних представників мистецької, педагогічної та наукової спільнот, висвітлення всіх етапів реалізації та підсумків Проєкту в ЗМІ, аналіз критичних суджень музичної громадськості, тощо.

#### Мета
Ініціювати створення додаткового мистецького простору можливостей для молодих музикантів. Здійснення прем'єр нової української та світової музики під керівництвом видатних митців. Відродження забутих пластів художньої культури України, розвиток виконавської майстерності хорових колективів. Пропаганда і популяризація в світі творчості кращих українських композиторів, удосконалення підготовки і освіти молодих українських хормейстерів. Заохочення до інтенсивнішої спільної діяльності українських хорових шкіл.
Виховання в учасників Проєкту відчуття стилю старовинної української музики. Удосконалення в них набутих у мистецьких вишах знань, навичок і умінь. Запис аудіо та відео матеріалів з майстер-класів і концерту. Розповсюдження їх для ознайомлення і вивчення в мистецьких навчальних закладах України та за кордоном.
Проєкт спрямований на виховання нової мистецької еліти України, зміцнення творчих і особистих зв'язків серед молодих людей, що обрали своїм фахом українських хоровий спів, усвідомлення ними хорового мистецтва, як корінного жанру української культури через відродження з небуття пластів української духовності.

## ЛХА Одеса 2017

#### Хормейстери
- Галина Луківна Горбатенко — художній керівник та головний диригент жіночого хору Київського інституту музики ім. Р. М. Глієра, лауреат міжнародних конкурсів, Народна артистка України;
- Наталія Михайлівна Кречко — завідувач Кафедри академічного хорового мистецтва, доцент, художній керівник та головний диригент студентського хору «ANIMA» Київського національного університету культури і мистецтв, лауреат міжнародних конкурсів, заслужена артистка України;
- Еміл Петрович Сокач — худоній керівник і головний диригент Ужгородського академічного камерного хору «Cantus», лауреат міжнародних конкурсів, народний артист України;
- Олександр Леонідович Тарасенко — хормейстер Національного академічного театру опери та балету ім. Т. Г. Шевченка, доцент Київської національної музичної академії ім. П. І. Чайковського, голова Всеукраїнського хорового товариства імені Миколи Леонтовича Національної всеукраїнської музичної спілки, лауреат міжнародних конкурсів, заслужений діяч мистецтв України[3][4].

#### Репертуар
- А. Ведель / С. Дехтярев «Ти моя кріпость, Господи»
- М. Дилецький «Иже образу Твоему»
- Л. Маренціо «Scaldava il sol»
- З. Кодай «Mizerere»
- І. Алексійчук «Свят, Свят, Свят Господь Саваоф»
- Б. Фроляк «Сонце заходить»
- Л. Бардош «Cantemus»

#### Заходи проєкту
- Лекція доктора мистецтвознавства, професора Львівської Національної музичної академії ім. М. Лисенка. О. А. Шуміліної «Творчість Артемія Веделя у контексті української та європейської музичної культури»
- Зустріч з професором Г. С. Ліозновим
- Лекція кандидата мистецтвознавства, керівника ансамблю старовинної музики «Vox animae» Н. В. Хмілевської-Даньшиної «Старовинні вокальні твори в умовах сучасної хорової практики»
- Майстер клас Заслуженої артистки України, доцента Н. М. Кречко «Інтерпритація творів доби західноєвропейського бароко для вокального ансамблю» за участі вокального ансамблю «ANIMA» (м. Київ)

## ЛХА Львів 2018

#### Хормейстери
- Христина Флейчук — кандидат мистецтвознавства, доцент кафедри хорового та оперно-симфонічного диригування Львівської Національної музичної академії ім. М. Лисенка.
- Андрій Сиротенко — лауреат Першого Всеукраїнського конкурсу хорових диригентів, художній керівник та головний диригент Академічного хору ім. В. Палкіна Харківської обласної філармонії.
- Олександр Леонідович Тарасенко — хормейстер Національного академічного театру опери та балету ім. Т. Г. Шевченка, доцент Київської національної музичної академії ім. П. І. Чайковського, голова Всеукраїнського хорового товариства імені Миколи Леонтовича Національної всеукраїнської музичної спілки, лауреат міжнародних конкурсів, заслужений діяч мистецтв України.[5]

#### Репертуар
- Б. Лятошинський «За байраком байрак», «Дощ», «Дощ одшумів», «Широке поле», «Люблю я темну ніч» і «Слава тим, хто прагне волі»
- В. Бібік «Хорові картини»
- М. Скорик Псалом № 50 із «Заупокійної», у новій редакції твір носить назву «Духовний концерт»
- О. Козаренко «Єдинородний Сину», фрагмент із «Божественної літургії святого Йоана Золотоустого»
- Б. Сегін «Алилуя»
- М. Колесса «Отруйний газ»[6].

#### Заходи проєкту
- Майстер-клас із диригування народного артиста України, лауреата Національної премії України імені Тараса Шевченка, професора — Юрія Луціва.
- Екскурсія-лекція мистецтвознавиці Роксоляни Гавалюк «Музичний некрополь Львова» Державним історико-культурним музеєм-заповідником «Личаківський цвинтар».
- Лекція кандидата педагогічних наук, доцента Романа Берези (Львів) «Становлення та розвиток хорової культури Галичини у другій половині ХІХ століття і Львівська хорова школа ХХ століття»
- Лекція художнього керівника вокального ансамблю сучасної музики «Alter ratio», кандидата мистецтвознавства Ольги Приходько «Як почути нову хорову музику, або чому і як композитори пишуть?»

## ЛХА Харків 2019

#### Хормейстери
- Галина Шпак — доцент кафедри хорового диригування Одеської національної музичної академії імені Антоніни Нежданової.
- Клаудія Родрігес Гарсіа — головний хормейстер Гаванської опери.
- Олександр Вацек — засновник і художній керівник Хорової капели «Орея» Житомирської обласної філармонії імені Святослава Ріхтера.
- Олександр Леонідович Тарасенко — хормейстер Національного академічного театру опери та балету ім. Т. Г. Шевченка, доцент Київської національної музичної академії ім. П. І. Чайковського, голова Всеукраїнського хорового товариства імені Миколи Леонтовича Національної всеукраїнської музичної спілки, лауреат міжнародних конкурсів, заслужений діяч мистецтв України[7][8][9].

#### Репертуар
- І. Алексійчук на вірші Г. Сковороди " Ecce juventa anni! ", гімн Літньої хорової академії
- Г. Копійка «Нічне море», «Життя як вокзал»
- Г. Гаврилець «Kirie»
- Ю. Гомельська обр. укр. нар. пісні «Вийди, вийди, Іванку»
- Kim Andre Arnesen «Even when is silent»
- John Farmer «Fair Phyllis I saw»
- Frank Martin «Sanctus» з Меси для двох хорів a cappella
- A. Dvorak | arr. Jonathan Rathbone «New World» Symphony2nd Mvt
- Nicolas Guillen «Tu no sabe ingle»
- Miguel Matamoros «Juramento» (Balero)
- Eusebio Delfin «Y tu gue has hecho»
- Gabriel Gravier «Una rosa de francia»
- Luis Casas «Riero sa llego a besarte»